# Pfarrkirche Scharnitz

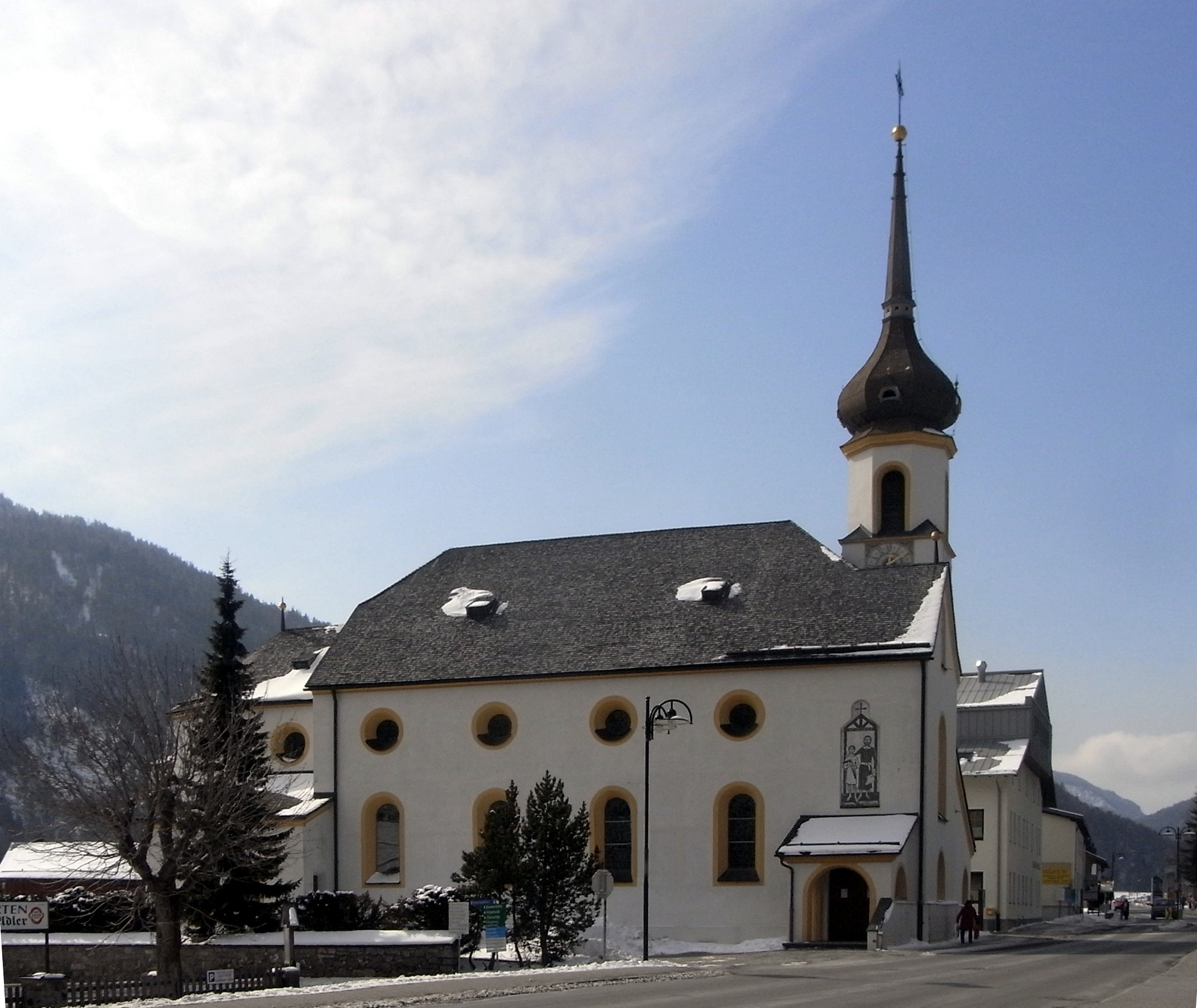
Katholische Pfarrkirche Mariahilf in Scharnitz

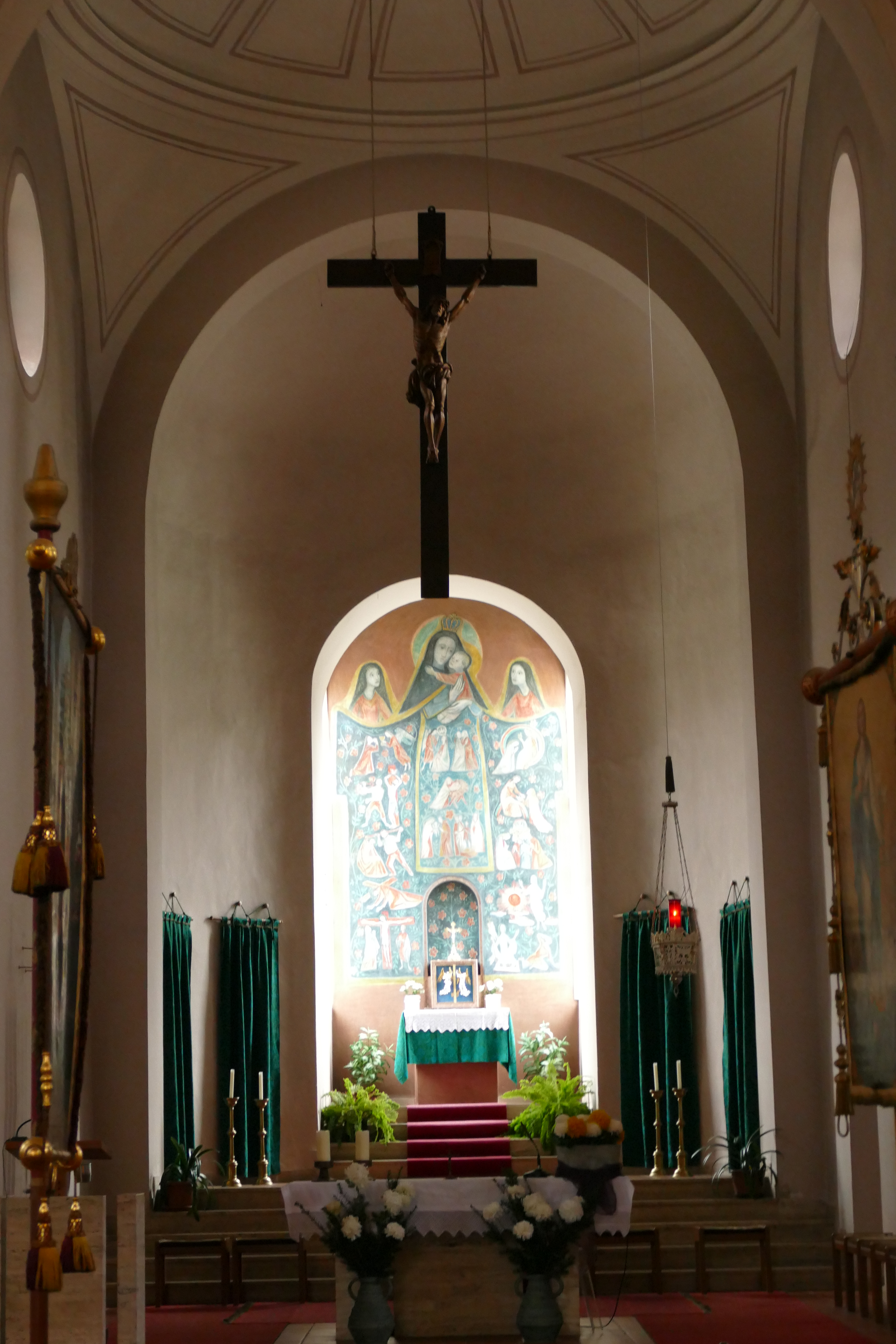
Innenraum der Kirche

Die Pfarrkirche Scharnitz steht in der Gemeinde Scharnitz im Bezirk Innsbruck-Land im Bundesland Tirol. Die dem Patrozinium Mariahilf unterstellte römisch-katholische Kirche gehört zum Dekanat Telfs in der Diözese Innsbruck. Die Kirche und der ehemalige Friedhof stehen unter Denkmalschutz (Listeneintrag).

## Geschichte
Urkundlich wurde 1630 eine Kirche genannt. Ein Kirchenbau aus 1797 wurde 1809 durch einen Brand zerstört, der Nachfolgebau brannte 1893 ab. Die heutige Kirche erbaute 1896 der Baumeister Peter Huter. 1954/1955 erfolgte eine Renovierung.

## Architektur
Das schlichte Langhaus mit vier Fensterachsen und der eingezogene Chor mit seitlichen Anbauten stehen in einem ehemaligen Friedhof. Der Westturm trägt über einem achteckigen Glockengeschoß eine Haube mit einem Nadelspitz. An der Südseite des Langhauses steht eine Kriegergedächtniskapelle mit einer Statue Christus an der Geißelsäule aus dem 19. Jahrhundert. In einer Nische mit Fresken von 1896 befindet sich eine Pietà aus Stein aus dem Ende des 19. Jahrhunderts.
Das Kircheninnere zeigt ein Langhaus unter einem Stichkappentonnengewölbe, das quadratische Chorjoch hat eine Flachkuppel, der Chor schließt mit einer Apsis, ein östlicher nischenartiger Anbau entstand 1955. Ein Fresko Mariahilf an der Ostwand und Tonfiguren der Zwölf Apostel an der Triumphbogenwand schuf Max Spielmann 1954, die Glasmalerei der Fenster des Langhauses und die Kreuzwegstationen schuf Spielmann 1959.

## Ausstattung
Die Ausstattung entstand 1955.
Die Orgel baute Franz Weber 1896.